# 呼延皇后 (漢光文帝)
呼延皇后，十六国时汉国的开国皇帝光文帝刘渊的第一任皇后，呼延翼之女。呼延氏是匈奴的望族，刘渊的母亲也是出自此姓。呼延家在刘渊反晋建国的过程中，起了非常重要的作用。304年，刘渊建国称王，封呼延氏为王后。308年刘渊在蒲子称帝，立呼延王后为皇后。呼延皇后生有一子，即太子刘和。
她何时去世史书记载不详，只知道在310年，刘渊又立了单皇后。
| 前任： 西晋皇后羊皇后 | 汉国王后/皇后 304年—？ | 繼任： 单皇后 |